# Semiluki
Semiluki è una cittadina della Russia europea sudoccidentale, situata nella parte orientale dell'Oblast' di Voronež sul fiume Don, 14 km a sudest del capoluogo Voronež; è capoluogo del distretto omonimo.
Il sito su cui sorge la città venne colonizzato fin dal 1615; l'insediamento venne fondato nel 1894, annesso ad una stazione ferroviaria, e divenne città nel 1954.
La base economica della cittadina è industriale; risale ai tempi sovietici lo sviluppo di un grosso impianto per la produzione di materiali ignifughi, oltre a stabilimenti chimici e per la produzione di materiali da costruzione.

## Società

### Evoluzione demografica
Fonte: mojgorod.ru
- 1939: 7.300
- 1970: 18.200
- 1989: 21.600
- 2002: 25.559
- 2006: 24.600